# シロヴィキ
シロヴィキ（複数形、露: силовики́、英: Siloviki）または、シロヴィク（単数形、露: силови́к、英: Silovik）は、ロシアの政治ジャーナリズム用語で、治安・国防関係省庁の職員とその出身者をさす。

## 呼称
「シロヴィキ」の語源は、ロシア語で力、武力を意味する「シーラ[сила]」。
日本のメディアでは、複数形「シロヴィキ」を「シロビキ」と表記する場合がある。

## 概要
日本のジャーナリズムではいまだに「武闘派」と訳されることが多いが、これは誤解を生みやすい訳語であり、実際にはロシア語で「強硬派=タカ派」を意味するястребы（ヤーストゥリブィ）という概念とは対応していない。ソビエト連邦の崩壊後に登場したジャーナリズム用語であるため、概念や用法が十分に確立されているとは言いがたく、それが誤解の原因となっている。現代ロシアの政治評論では、ボリス・エリツィン政権及びウラジーミル・プーチン政権内の治安・国防・情報機関の出身者や、彼らが形成していると考えられている政治勢力をさす用語としても、しばしば用いられる。
元デューク大学教授のジョン・ウィラートンはシロヴィキの一般的な特徴として、単一の指導者に率いられた緊密なグループを形成するイデオロギー集団ではないこと、高等教育を受けていること、実用的な法秩序を求め、過去のビジネス経験を政府内のポストに持ち込むこと、ロシアの国益を第一に考え、強いロシアの再興を目論んでいること、人権や民主主義に対してはあまり配慮がないこと、親中派であることを挙げている。そして、プーチンはシロヴィキがそのような政治姿勢とスキルを政権内で発揮することを好んでいるという。
基本的にシロヴィキと呼ばれる派閥は彼らの政治的姿勢という以上に彼らの政治的出身母体を指す表現であると考えるべきだろう。

## 歴史

### 第1期エリツィン政権
1992年11月17日のロシア連邦大統領令1403号により垂直統合された「オリガルヒ」と呼ばれる新興財閥（ルクオイル、ユコス、スルグト、TNK-BP、シブネフチなど）が形成された。
1993年エリツィンは、アレクサンドル・ルツコイ副大統領、ルスラン・ハズブラートフ最高会議議長ら反対派との対立を先鋭化させていった。エリツィンは、議会との妥協を断念し、話し合いではなくベールイ・ドーム（最高会議ビル、ホワイトハウス）を武力で攻撃し、反対派を沈黙させるに至った（モスクワ騒乱事件）。この事件をきっかけに、エリツィン政権は、軍や内務省などの武力省庁への依存を次第に強める結果となり、「シロヴィキ」の用語が生まれるようになっていった。

### 第2期エリツィン政権
1996年の大統領選挙でエリツィンは決選投票で再選を果たす。第2期エリツィン政権では、エリツィンの家族と側近（アレクサンドル・ヴォローシン、ワレンチン・ユマシェフ、タチアナ・ディアチェンコ、ボリス・ベレゾフスキー）、そして一部の新興財閥（オリガルヒ）により「セミヤー」と呼ばれる癒着構造が形成された。1998年にエフゲニー・プリマコフと対立するようになると、エリツィンは自身の政権終了後も身の安泰を図り、よりよい後継者を模索していく。その結果、1999年にエリツィンは、ソ連国家保安委員会（KGB）出身のプーチンを首相に抜擢することとなる。

### プーチン政権
2000年のプーチン大統領の誕生によって、シロヴィキが台頭してロシア政治に占める影響力は巨大なものになった一方、オリガルヒとセミヤーは排除されるようになった。2003年後半にユコス会長のミハイル・ホドルコフスキーがプーチン大統領批判を開始。2005年にホドルコフスキーは収監された。2006年、負債を負わされたユコスがロスネフチに吸収された。2006年10月にホドルコフスキーとユコスとの「連帯」を表明していたジャーナリストのアンナ・ポリトコフスカヤが暗殺された。2006年11月23日にはポリトコフスカヤ射殺事件の真相究明に関与したアレクサンドル・リトビネンコも暗殺された（en:Poisoning of Alexander Litvinenko）。
シロヴィキの中核は、プーチン自身が長官を務めた旧KGBの後身であるロシア連邦保安庁（FSB：アルファ/ヴィンペルなどの特殊部隊と国境警備隊を傘下に収める）である。これに内務省（民警・ミリーツィヤと国内軍）と国防省（連邦軍）などの武力省庁が加わる構図である。シロヴィキのロシアの政治エリートに占める割合は年々増加しつつあると考えられている。

### メドヴェージェフ政権
プーチン政権誕生後、シロヴィキは経済界への介入を強めていたが、2008年にリベラル派で「国家の経済界介入を控えるべき」との持論を持つメドヴェージェフ政権誕生以降も経済界への介入を緩めていない。

## シロヴィキとされる政治家
- イーゴリ・セーチン - 副首相
- ヴィクトル・イワノフ - 連邦麻薬取締庁長官
- ニコライ・パトルシェフ - ロシア連邦安全保障会議書記
- ラシド・ヌルガリエフ - 内相

など

## シロヴィキの経営する有力企業
- ロステック（露: Ростех） - セルゲイ・チェメゾフの率いる企業。メドヴェージェフ大統領による同社への国家保有株式売却という大統領令に署名。現在、同社が事実上の国策会社となる。